# Eufidonia famulata
Eufidonia famulata är en fjärilsart som beskrevs av George Duryea Hulst 1887. Eufidonia famulata ingår i släktet Eufidonia och familjen mätare. Inga underarter finns listade i Catalogue of Life.